# آلين تيت
آلين تيت (بالإنجليزية: Allen Tate)‏ (و. 1899 – 1979 م) هو شاعر، وكاتب عمومي، وأستاذ جامعي، وكاتب، وناقد أدبي من الولايات المتحدة الأمريكية . ولد في وينشستر .
وهو عضو في الأكاديمية الأمريكية للفنون والعلوم، وFugitives.
توفي في ناشفيل، تينيسي .

## التعليم
تعلم في جامعة سينسيناتي، وجامعة فاندربيلت

## مناصب وهيئات
أدار University of Minnesota system.

## جوائز
حصل على جوائز منها:
- Bollingen Prize (1956)[6]
- جائزة روما
- زمالة غوغنهايم.

## روابط خارجية
- آلين تيت على موقع الموسوعة البريطانية (الإنجليزية)
- آلين تيت على موقع ميوزك برينز (الإنجليزية)
- آلين تيت على موقع إن إن دي بي (الإنجليزية)